# استر نیرینا
استر نیرینا (متخلص به رانیریناهاریتافیکا، ۱۹۳۲–۲۰۰۴)، شاعر مالاگاسی بود. او در سال ۱۹۳۲ در ماداگاسکار به دنیا آمد و از سال ۱۹۵۳ تا ۱۹۸۳ در اورلئان فرانسه زندگی کرد و به عنوان کتابدار کار شروع به کار کرد و سپس به ماداگاسکار بازگشت و خود را به عنوان یک شاعر تثبیت کرد. نیرینا در طول زندگی حرفه‌ای خود عضو آکادمی مالاگاچ و رئیس انجمن نویسندگان اقیانوس هند (SEROI) بود. جلد شعر او به نام صداپیشگی ساده جایزه بزرگ ادبیات ماداگاسکار ADELF را دریافت کرد.